# Stefano Porcari
Stefano Porcari (Roma, inizi del XV secolo – Roma, 9 gennaio 1453) è stato un politico e umanista italiano, noto per un tentativo di insurrezione contro papa Niccolò V e il potere pontificio, al fine di instaurare a Roma un governo repubblicano o, secondo taluni, un suo potere personale, simile a quello esercitato nel Trecento da Cola di Rienzo, cui egli si ispirò.
(Stefano Infessura)

## Biografia

### Formazione e incarichi politici
Giovane colto appartenente alla antica e cospicua famiglia romana dei Porcari, Stefano ricevette una formazione umanistica. Predilesse Cicerone, che sembrava riassumere in sé tutte le grandi virtù della romanità. Ebbe modo di approfondire gli studi sulla repubblica romana divenendone un sincero ammiratore. Trasferitosi a Firenze fu eletto per due mandati consecutivi capitano del popolo (nel 1427 e nel 1428) grazie alla protezione di Papa Martino V. Viaggiò quindi in Germania e in Francia.
In seguito al suo ritorno in Italia (1430), ricoprì varie cariche pubbliche nei governi di vari Comuni italiani: fu podestà di Bologna nel 1432, di Siena nel 1434, di Orvieto nel 1435 e ricoprì anche l'ufficio di governatore della piazzaforte a Trani. Tornò a Roma negli ultimi anni del pontificato di Eugenio IV, papa da poco rientrato nella Città eterna dopo esserne stato cacciato nel 1434. Alla morte di quest'ultimo, nei giorni che precedettero l'elezione del nuovo pontefice (il cardinale Parentucelli, futuro papa Niccolò V), Porcari arringò ripetutamente i propri concittadini affinché abbattessero definitivamente il governo pontificio e procedessero senza esitazioni a restaurare in città e nello Stato della Chiesa un regime che traeva ispirazione dal glorioso modello repubblicano dell'antica Roma.

### Esilio a Bologna
Papa Niccolò V, nonostante fosse a conoscenza delle manovre ordite del Porcari, lo perdonò, allontanandolo però da Roma con incarichi di vario tipo (fu anche nominato, nel 1448, rettore della provincia di Campagna e Marittima, stabilendosi per qualche tempo a Ferentino). Nuove trame ordite dal Porcari, forse in occasione dell'imminente incoronazione a Roma dell'imperatore Federico III, indussero il Papa a confinare l'agitatore nella città di Bologna, onde poterlo meglio sorvegliare. Pur essendo il Porcari libero di muoversi all'interno delle mura cittadine, aveva l'obbligo di non lasciare la città senza previa autorizzazione delle locali autorità e, per espresso volere del cardinale Basilio Bessarione, dal 1450 legato pontificio in città, anche quello di presentarsi quotidianamente al suo cospetto. Negli ultimi giorni di dicembre del 1452, nonostante lo stretto controllo cui era soggetto, Stefano Porcari riuscì ad abbandonare la città emiliana e a raggiungere Roma.

### L'insurrezione e la morte
gloria, o fare, o tentare almeno, qualche cosa degna di memoria; e giudicò
non potere tentare altro, che vedere se potesse trarre la patria sua di
mano de’ prelati e ridurla nello antico vivere»
(Niccolò Machiavelli, "Istorie fiorentine")
A Roma il Porcari trovò rifugio presso il cognato, Angelo Masi, che, d'accordo con lui, si fece parte attiva nell'organizzare un'insurrezione contro il governo pontificio. Si trattava di occupare con un colpo di mano Castel Sant'Angelo, istigare i romani alla rivolta e, una volta imprigionato il Papa insieme alle massime cariche dello Stato, proclamare la repubblica. Stefano Porcari si sarebbe potuto in tal modo autonominare tribuno, proprio come Cola di Rienzo. I due iniziarono a reclutare mercenari e a prendere contatti con i simpatizzanti: l'insurrezione sarebbe dovuta scoppiare pochi giorni più tardi, il 6 gennaio 1453, in occasione della festa dell'Epifania. Alla vigilia della rivolta il Porcari poteva contare su forze considerevoli: circa trecento armigeri e quattrocento proscritti.
Nel frattempo Papa Niccolò V, avvertito dal cardinale Bessarione della scomparsa dell'esiliato, diede ordine di perquisire la casa del Porcari, dei suoi familiari e degli amici più stretti. Scoperti, i ribelli vennero decimati prima ancora di poter entrare in azione (6 gennaio). Il Porcari, riuscito a fuggire, fu arrestato il giorno seguente dopo aver tentato invano di rifugiarsi in casa del principe Latino Orsini. Processato, fu giudicato colpevole e impiccato con alcuni suoi complici in Castel Sant'Angelo il giorno 9 gennaio 1453. La sua morte venne accolta con indifferenza dal popolo romano.
Un mistero è legato al suo cadavere, perché non fu mai ritrovato, forse gettato nel Tevere o seppellito clandestinamente nella chiesa di Santa Maria in Traspontina.

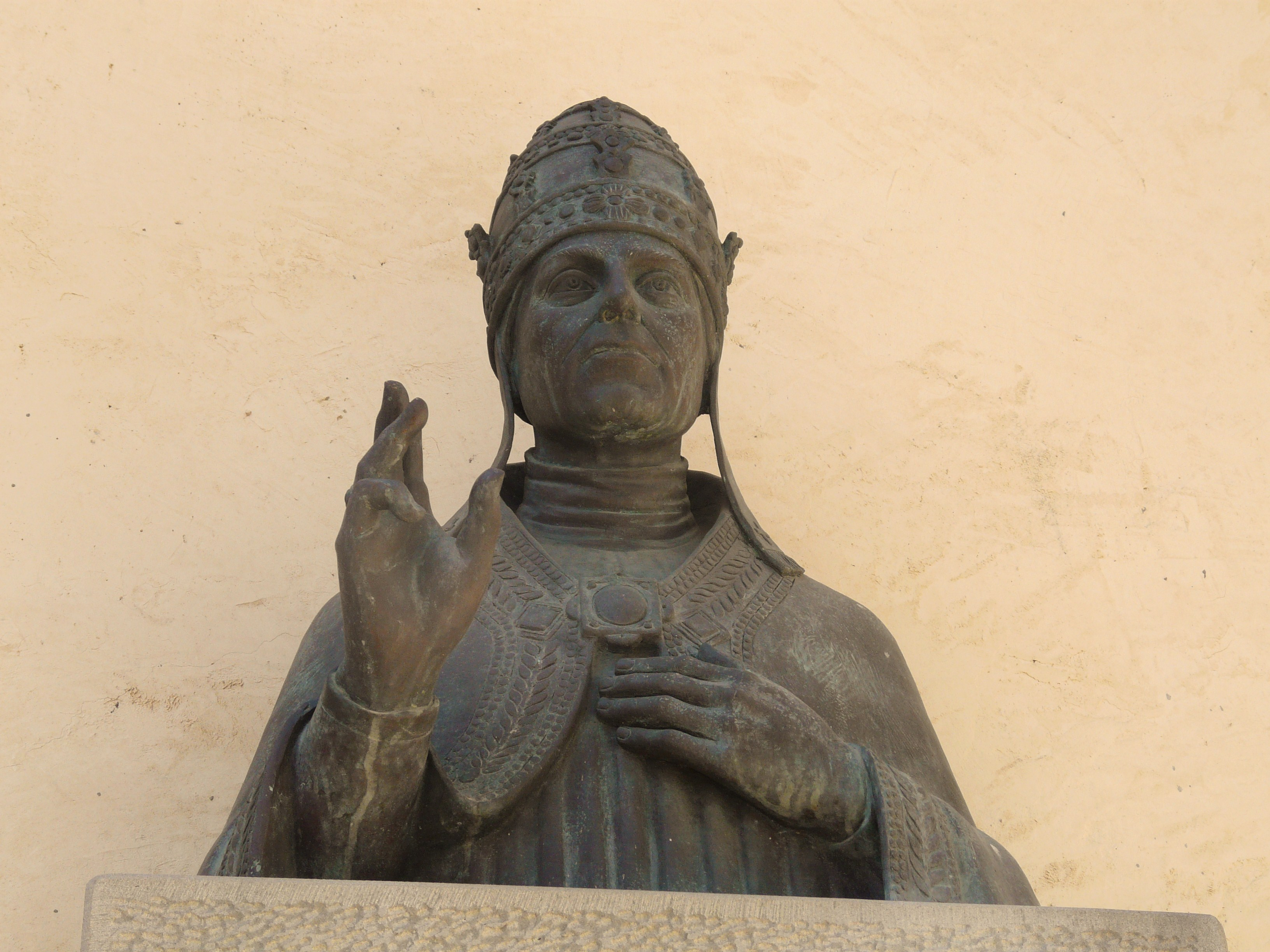
Busto bronzeo di Niccolò V, il Papa contro cui insorse Stefano Porcari

## Biografie e interpretazioni della sua figura
La principale opera dedicata alla congiura del Porcari fu De coniuratione Porcaria dialogus del vicentino Pietro Godi; il testo è stato tramandato da tre manoscritti, uno dei quali è stato oggetto di un'edizione critica di Maximilian Lehnerdt.
Niccolò Macchiavelli racconta delle sue gesta nelle Istorie fiorentine, e del suo "sogno animato da grandi ideali e perciò degno di lode, ma non sostenuto dalla prudenza politica."
Una descrizione della sua rivolta fu fatta, in uno stile volutamente neutrale al modo degli storici greci, da Leon Battista Alberti nell'epistola De porcaria coniuratione.
Nell'Ottocento la sua figura fu strumentalizzata dai politici del neonato Regno d'Italia; essi, dopo la breccia di Porta Pia, esaltarono il Porcari come esempio di liberalità repressa nel sangue.

## Opere
Del Porcari ci sono rimaste sedici concioni, tutte del periodo fiorentino (1427-1428), allorquando, rivestendo la carica di capitano del popolo, si rivolgeva alla cittadinanza o ai suoi rappresentanti ogni qualvolta lo ritenesse opportuno (generalmente in concomitanza di avvenimenti di particolare importanza). Sono, questi, discorsi riguardanti i più svariati temi, da quelli relativi al buongoverno della città a quelli concernenti i benefici della forma di governo repubblicana, fino alla convenienza, o meno, di ricorrere a truppe mercenarie per la difesa della città.
Lo stile delle concioni pur rivelando l'erudizione del suo autore, non giunge mai all'affettazione. Frequenti tuttavia sono le citazioni colte, soprattutto degli autori latini, da Tito Livio a Virgilio, con una netta preferenza per Cicerone. Fra i greci, l'unico ad essere citato ripetutamente è Aristotele. Alcuni critici attribuiscono però tali concioni non al Porcari, bensì a Buonaccorso da Montemagno